# Драгослав Михайлович
 Тази статия е за сръбския писател.  За футболиста вижте Драгослав Михайлович (футболист).  
Драгослав Михайлович (на сръбски: Драгослав Михаиловић) е сръбски писател от град Чуприя, Източна Сърбия, редовен член на Сръбската академия на науките и изкуствата.

## Биография
Следва литература от 1949 година в Белградския университет. През лятото на 1950 година се разболява от туберкулоза. По същото време е арестуван и прекарва две години в затворите в Кюприя, Крагуевац, Белград и в Голи Оток.
Завършва образованието си през 1957 година. Като ученик и студент трудно изкарва прехраната си. Работи на най-различни места, като често е уволняван. От 1971 година се посвещава изцяло на избраната още в детството професия – писателската.
Драгослав Михайлович е редовен член на Сръбската академия на науките и изкуствата от 15 декември 1988 г.

Негов син е художникът Бранислав Михайлович, а дъщеря — актрисата Милица Михайлович.

## Творчество
- 1967 – Фреде, лаку ноћ („Фреди, лека нощ“), сборник с разкази, Matica srpska, Novi Sad
- 1968 – Кад су цветале тикве („Когато цъфтяха тиквите“), роман (претърпял 20 издания на сръбски и преведен на тринайсет езика), Matica srpska, Novi Sad
- 1975 – Петријин венац („Венецът на Петрия“), роман (получава Андричевата награда и е преведен на пет езика — оригиналът е написан на косовско-моравски говор)[4], Srpska književna zadruga, Belgrade
- 1983 – Чизмаши („Чизмаджии“), роман (за него получава НИН-овата награда за най-добър роман на 1984 година и наградата на Народната библиотека на Сърбия за най-четена книга през 1985 година), Srpska književna zadruga, Belgrade
- 1990 – Голи оток („Голи Оток“), трилогия (3000 страници), NIP Politika, Belgrade
- 1993 – Лов на стенице („Лов на дървеници“), сборник с разкази, Beogradski izdavačko-grafički zavod, Belgrade
- 1994 – Гори Морава („Гори Морава“), роман, Srpska književna zadruga, Belgrade
- 2001 – Црвено и плаво („Червено и синьо“), NIN, Belgrade
- 2006 – Време за повратак („Време за завръщане“)
- 2010 – Преживљавање („Оцеляване“), Zavod za udžbenike, Belgrade
- 2019 – Треће пролеће („Третата пролет“), роман, Laguna, Belgrade